# (22452) 1996 VD8
(22452) 1996 VD8 est un astéroïde de la ceinture principale découvert en 1996.

## Description
(22452) 1996 VD8 a été découvert le 3 novembre 1996 à Kushiro (Japon) par Seiji Ueda et Hiroshi Kaneda.

### Caractéristiques orbitales
L'orbite de cet astéroïde est caractérisée par un demi-grand axe de 2,69 UA, un périhélie de 2,07 UA, une excentricité de 0,23 et une inclinaison de 4,90° par rapport à l'écliptique. Du fait de ces caractéristiques, à savoir un demi-grand axe compris entre 2 et 3,2 UA et un périhélie supérieur à 1,666 UA, il est classé, selon la JPL Small-Body Database, comme objet de la ceinture principale.

### Caractéristiques physiques
(22452) 1996 VD8 a une magnitude absolue (H) de 14,3 et un albédo estimé à 0,288.